# Pseudocyonopsis
A Pseudocyonopsis az emlősök (Mammalia) osztályának ragadozók (Carnivora) rendjébe, ezen belül a fosszilis medvekutyafélék (Amphicyonidae) családjába és az Amphicyoninae alcsaládjába tartozó nem.

## Tudnivalók
A Pseudocyonopsis-fajok a kora oligocén korszakban éltek, azaz 33,9-28,4 millió évvel ezelőtt. Maradványaikat Csehországban és Franciaországban fedezték fel.

## Rendszerezés
A nembe az alábbi 3 faj tartozik:
- Pseudocyonopsis ambiguus (Filhol, 1876)
- Pseudocyonopsis antiquus (Kuss, 1965)
- Pseudocyonopsis quercensis (Ginsburg, 1966)